# Surfonds
Surfonds est une commune française, située dans le département de la Sarthe en région Pays de la Loire, peuplée de 339 habitants.
La commune fait partie de la province historique du Maine, et se situe dans le Haut-Maine (Maine blanc).

## Géographie
La commune est encaissée dans la vallée du ruisseau de la Sourice, qui marque la limite sud de la commune.
|                    | Le Breil-sur-Mérize |          |
| Ardenay-sur-Mérize | Surfonds            | Bouloire |
| Challes            | Volnay              |          |

### Climat
Pour des articles plus généraux, voir Climat des Pays de la Loire et Climat de la Sarthe.
En 2010, le climat de la commune est de type climat océanique dégradé des plaines du Centre et du Nord, selon une étude du CNRS s'appuyant sur une série de données couvrant la période 1971-2000. En 2020, Météo-France publie une typologie des climats de la France métropolitaine dans laquelle la commune est exposée à un climat océanique altéré et est dans la région climatique  Moyenne vallée de la Loire, caractérisée par une bonne insolation (1 850 h/an) et un été peu pluvieux. 
Pour la période 1971-2000, la température annuelle moyenne est de 11,2 °C, avec une amplitude thermique annuelle de 14,4 °C. Le cumul annuel moyen de précipitations est de 725 mm, avec 11,5 jours de précipitations en janvier et 7,2 jours en juillet. Pour la période 1991-2020, la température moyenne annuelle observée sur la station météorologique de Météo-France la plus proche, sur la commune du Luart à 14 km à vol d'oiseau, est de 12,0 °C et le cumul annuel moyen de précipitations est de 686,4 mm,. Pour l'avenir, les paramètres climatiques de la commune estimés pour 2050 selon différents scénarios d'émission de gaz à effet de serre sont consultables sur un site dédié publié par Météo-France en novembre 2022.

## Urbanisme

### Typologie
Au 1er janvier 2024, Surfonds est catégorisée commune rurale à habitat dispersé, selon la nouvelle grille communale de densité à sept niveaux définie par l'Insee en 2022.
Elle est située hors unité urbaine. Par ailleurs la commune fait partie de l'aire d'attraction du Mans, dont elle est une commune de la couronne,. Cette aire, qui regroupe 144 communes, est catégorisée dans les aires de 200 000 à moins de 700 000 habitants,.

### Occupation des sols
L'occupation des sols de la commune, telle qu'elle ressort de la base de données européenne d’occupation biophysique des sols Corine Land Cover (CLC), est marquée par l'importance des territoires agricoles (72,4 % en 2018), en diminution par rapport à 1990 (79,5 %). La répartition détaillée en 2018 est la suivante : 
terres arables (53,2 %), forêts (27,6 %), prairies (14,9 %), zones agricoles hétérogènes (4,4 %). L'évolution de l’occupation des sols de la commune et de ses infrastructures peut être observée sur les différentes représentations cartographiques du territoire : la carte de Cassini (XVIIIe siècle), la carte d'état-major (1820-1866) et les cartes ou photos aériennes de l'IGN pour la période actuelle (1950 à aujourd'hui).

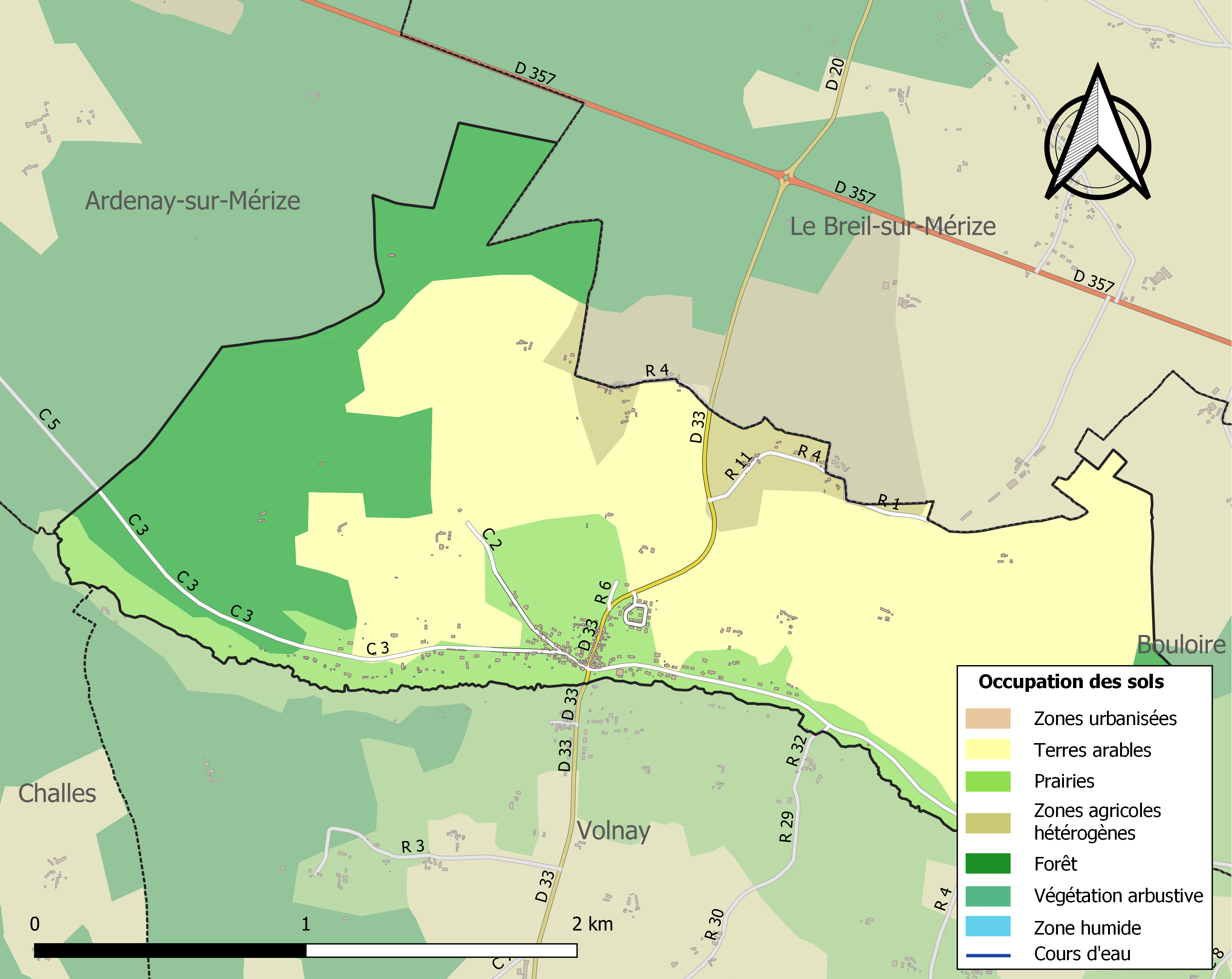
Carte des infrastructures et de l'occupation des sols de la commune en 2018 (CLC).

## Toponymie
Le gentilé est Surfondais.

## Politique et administration
| Période                                  | Période   | Identité                 | Étiquette | Qualité           |
| ---------------------------------------- | --------- | ------------------------ | --------- | ----------------- |
| avant 1981                               | 1983      | Roger Touchard           | DVG       |                   |
| 1983                                     | juin 1995 | Henri Jack               | PCF       |                   |
| juin 1995                                | mars 2001 | Gilbert Saussereau       |           |                   |
| mars 2001                                | mars 2014 | Jean-Christophe Gavallet | Les Verts | Enseignant        |
| mars 2014                                | mai 2020  | Michel Jack              | SE        | Retraité          |
| mai 2020                                 | En cours  | Alain Dutertre           | SE        | Agent territorial |
| Les données manquantes sont à compléter. |           |                          |           |                   |

### Services
Il n'y a pas d’école à Surfonds, les élèves de la commune sont scolarisés à Bouloire, au Breil-sur-Mérize, Volnay ou au Grand-Lucé[réf. nécessaire].

## Démographie
L'évolution du nombre d'habitants est connue à travers les recensements de la population effectués dans la commune depuis 1793. Pour les communes de moins de 10 000 habitants, une enquête de recensement portant sur toute la population est réalisée tous les cinq ans, les populations de référence des années intermédiaires étant quant à elles estimées par interpolation ou extrapolation. Pour la commune, le premier recensement exhaustif entrant dans le cadre du nouveau dispositif a été réalisé en 2007.
En 2022, la commune comptait 339 habitants, en évolution de −0,88 % par rapport à 2016 (Sarthe : −0,25 %, France hors Mayotte : +2,11 %).
| 1793 | 1800 | 1806 | 1821 | 1831 | 1836 | 1841 | 1846 | 1851 |
| ---- | ---- | ---- | ---- | ---- | ---- | ---- | ---- | ---- |
| 225  | 231  | 223  | 261  | 263  | 386  | 400  | 404  | 406  |

| 1856 | 1861 | 1866 | 1872 | 1876 | 1881 | 1886 | 1891 | 1896 |
| ---- | ---- | ---- | ---- | ---- | ---- | ---- | ---- | ---- |
| 426  | 406  | 430  | 395  | 392  | 380  | 363  | 335  | 313  |

| 1901 | 1906 | 1911 | 1921 | 1926 | 1931 | 1936 | 1946 | 1954 |
| ---- | ---- | ---- | ---- | ---- | ---- | ---- | ---- | ---- |
| 338  | 325  | 306  | 247  | 272  | 251  | 265  | 267  | 274  |

| 1962 | 1968 | 1975 | 1982 | 1990 | 1999 | 2006 | 2007 | 2012 |
| ---- | ---- | ---- | ---- | ---- | ---- | ---- | ---- | ---- |
| 230  | 199  | 164  | 142  | 185  | 183  | 278  | 292  | 344  |

| 2017 | 2022 | - | - | - | - | - | - | - |
| ---- | ---- | - | - | - | - | - | - | - |
| 340  | 339  | - | - | - | - | - | - | - |

## Lieux et monuments

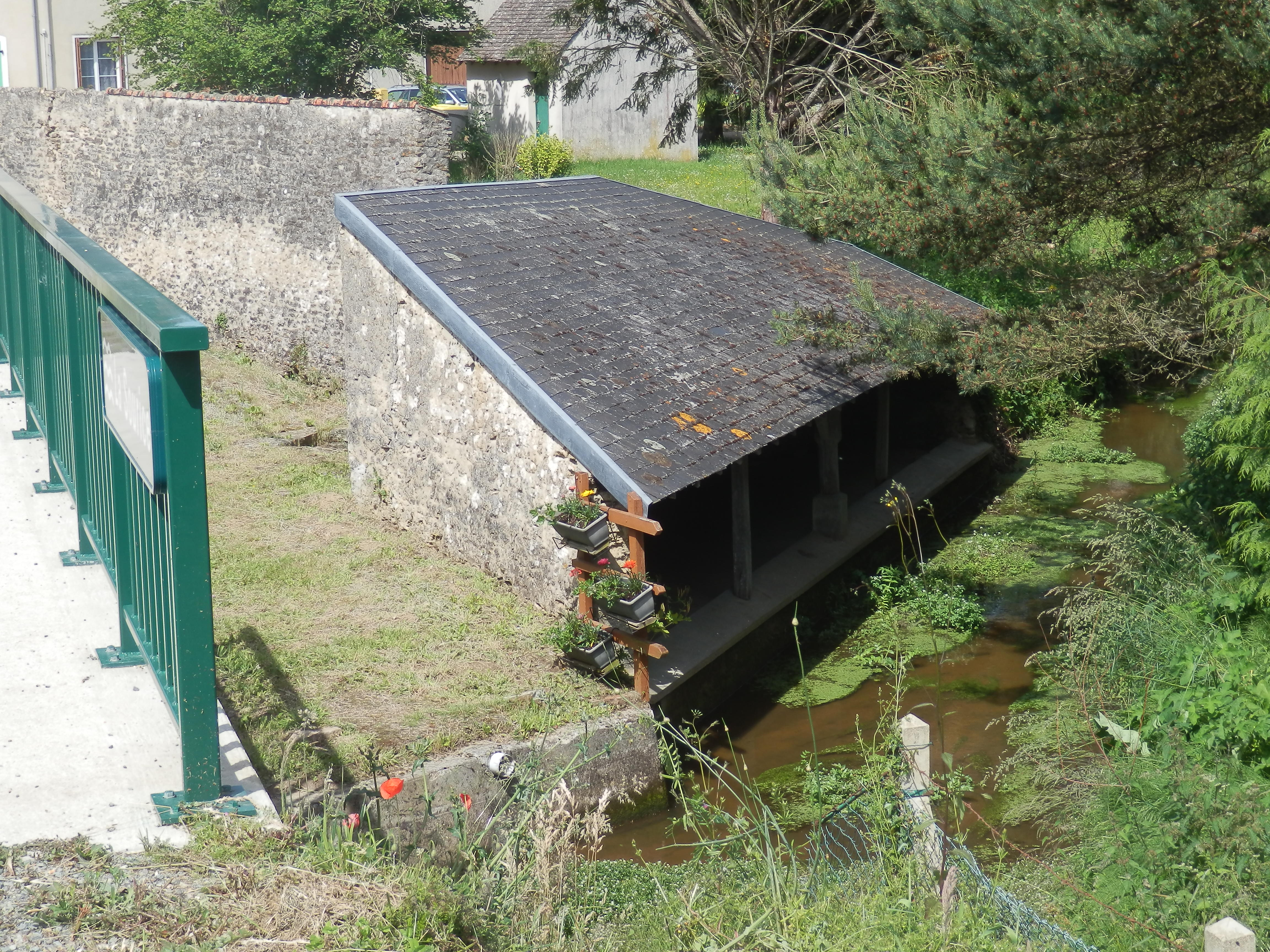
Ancien lavoir.

- L'église Notre-Dame-de-l’Assomption.

## Activité et manifestations
Un comité des fêtes organise différents évènements au cours de l'année :
cette association a pour but d'organiser des manifestations populaires, conviviales, destinées à favoriser les relations entre les Surfondais. 
- Noël : Décoration du village par des guirlandes électriques et arrivée du père Noël.
- Bric à Brac (printemps): Animations autour de la salle des fêtes, rue de la mairie et place de l'église.
- Randonnée pédestre & VTT en septembre.